# Clipping Adam
Clipping Adam es una película del año 2004, escrita y dirigida por Michael Picchiottino, y protagonizada por Evan Peters.

## Sinopsis
Adam Sheppard (Evan Peters), es un adolescente retraído y de aspecto descuidado, quien desde muy joven tuvo que soportar la muerte de su madre y de su hermana en un accidente de tránsito. Tras dos años de su fallecimiento, él y su padre, Tom (Chris Eigeman), tienen la tarea de superar aquella pérdida con la ayuda de amigos y familiares, para evitar que Adam continúe metiéndose en problemas.

## Reparto
- Evan Peters como Adam Sheppard.
- Chris Eigeman como Tom Sheppard.
- Louise Fletcher como Grammy.
- Lisel M. Gorell como Melissa Sheppard.
- Cassidy Burwell como Sara Sheppard.
- Megan Strahm como Audrey.
- Bryan Burke como Johnny Dominguez.
- Robert Pine como Director Briggs.
- Kevin Sorbo como Padre Dan.
- Gerardo P. Samaniego como Ricky Dominguez.

- Datos: Q25402412